# 考德威爾峰
考德威爾峰（英語：Caldwell Peak）是南極洲的山峰，座標77°29′S 167°54′E，位於羅斯島，處於特拉諾瓦山以北4公里和奧馬魯峰以南2公里，海拔高度約1,300米（4,300英尺），現時由南極條約體系管理。